# Liste der Naturdenkmale in Henau (Hunsrück)
Die Liste der Naturdenkmale in Henau nennt die im Gemeindegebiet von Henau ausgewiesenen Naturdenkmale (Stand 13. Mai 2024).

## Naturdenkmale
| Nr.         | Bezeichnung | Lage                                             | Beschreibung | Bild                                    |
| ----------- | ----------- | ------------------------------------------------ | ------------ | --------------------------------------- |
| ND-7140-030 | Eiche       | westlich des Ortes; Flur Auf dem Kripserweg Lage | Quercus sp.  | Direkt Bild zu diesem Denkmal hochladen |